# Windows 2000
Windows 2000 (također poznat po imenima Win2K, W2K i Windows NT 5.0) je operacijski sustav tvrtke Microsoft, izdat 17. veljače 2000. godine. Pripada skupini operativnih sustava Microsoft Windows. Dizajniran je za 32-bitna Intelova x86 računala s jednim procesorom ili više.

## Verzije
Windows 2000 se u početku pojavio u četiri inačica:
- profesionalna inačica
- serverska inačica
- napredna serverska inačica
- serversko izdanje za velike računare, najjača serverska inačica

## Vanjske poveznice
- Webstranica Windowsa 2000